# Pálairos
Pálairos är en ort i Grekland.   Den ligger i prefekturen Nomós Aitolías kai Akarnanías och regionen Västra Grekland, i den centrala delen av landet, 260 km väster om huvudstaden Aten. Pálairos ligger 32 meter över havet och antalet invånare är 2 589.
Terrängen runt Pálairos är kuperad åt nordväst, men österut är den bergig. Havet är nära Pálairos åt sydväst. Runt Pálairos är det ganska glesbefolkat, med 24 invånare per kvadratkilometer. Närmaste större samhälle är Lefkáda, 16,3 km väster om Pálairos. Trakten runt Pálairos består till största delen av jordbruksmark.